# 舊奈良監獄
舊奈良監獄，是座位於日本奈良縣奈良市已停止使用的監獄，其建築由建築師山下啓次郎設計，於1908年完工，1909年啟用，最初作為「奈良監獄」使用，曾是「明治的五大監獄」之一；在1946年後改為少年刑務所後更名為「奈良少年刑務所」。由於建築結構老化致抗震性不足，在2017年後不再作為監獄使用，但由於其建築建築保存狀況良好並具有歷史價值，在同年也被日本政府列為重要文化財作為歷史建築保存。
其建築特點是紅磚砌造的外牆和正門，並參考約翰·哈維蘭的近代監獄設計方式，以監獄看守所為中心，讓多個收容樓呈放射狀延伸。監獄完成之初，日本政府曾在於1910年於英國倫敦舉行的日英展覽會上展出奈良監獄的完整模型。
預計未來在完成結構改善後，星野集团的「虹夕諾雅 奈良監獄」將於2026年在此開幕。

## 指定文化財

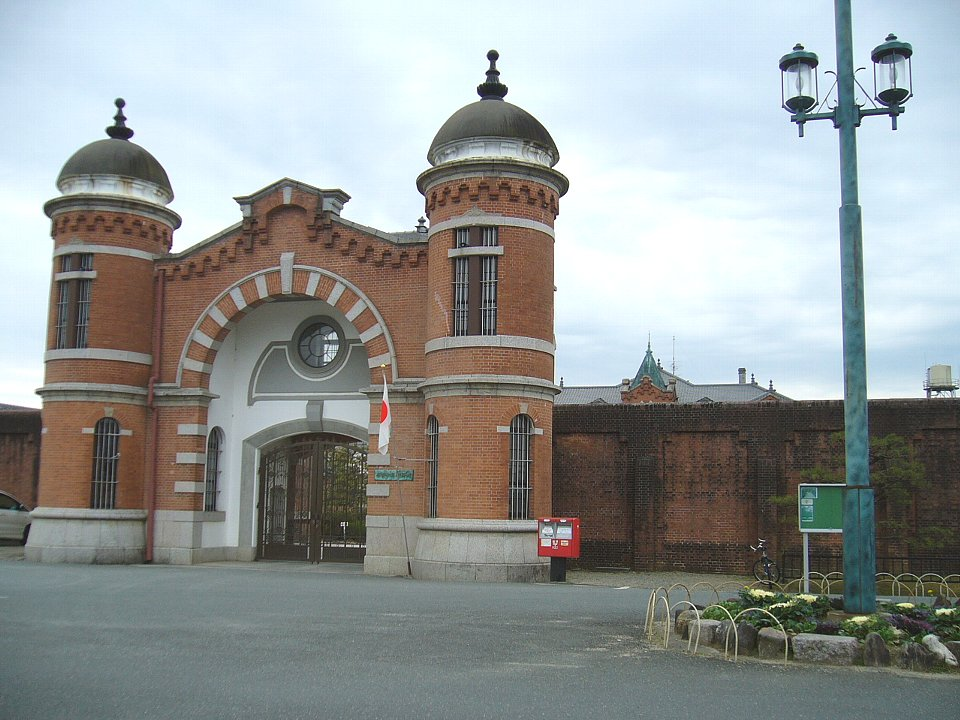
監獄大門側面
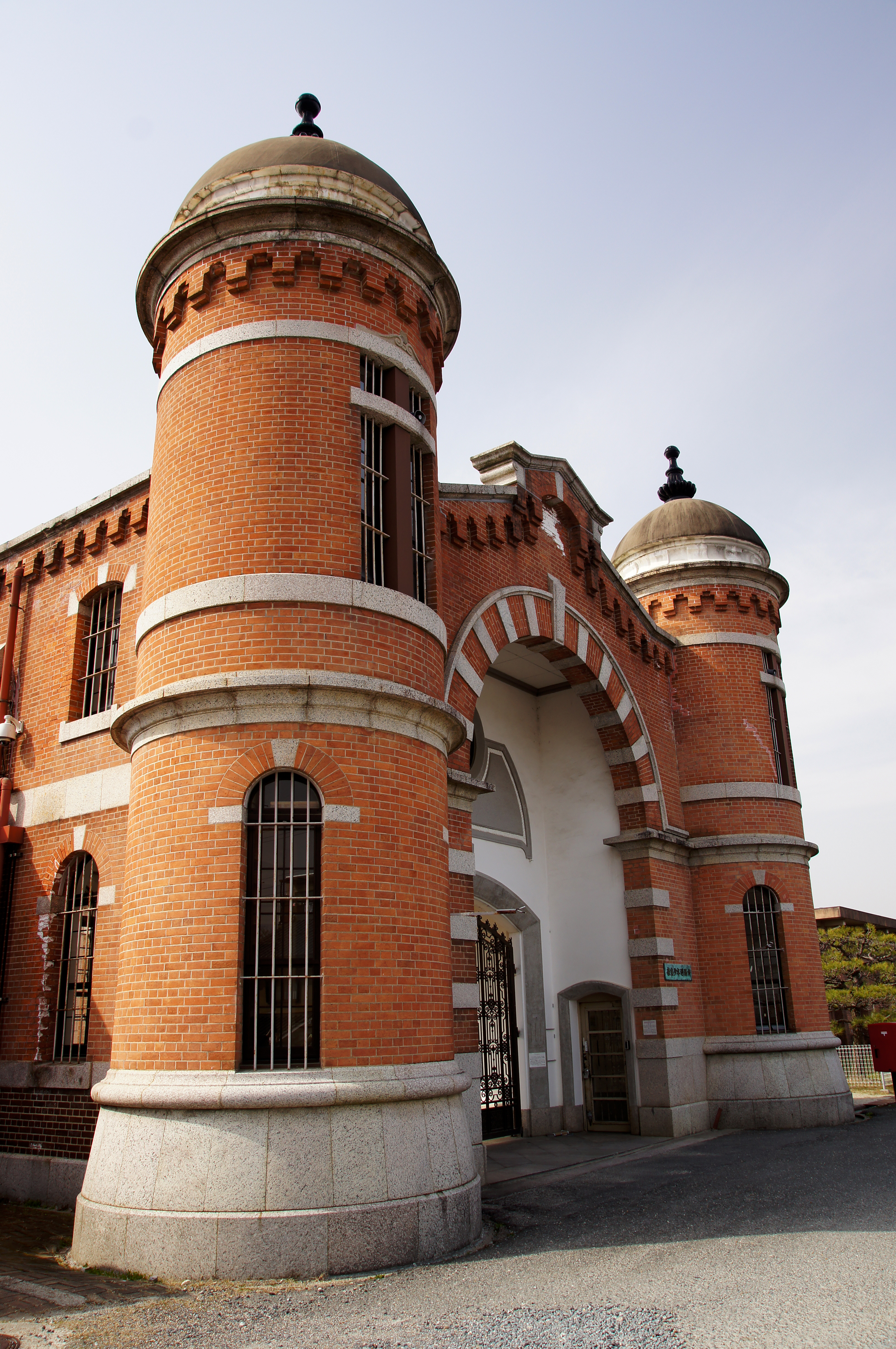
監獄大門側面
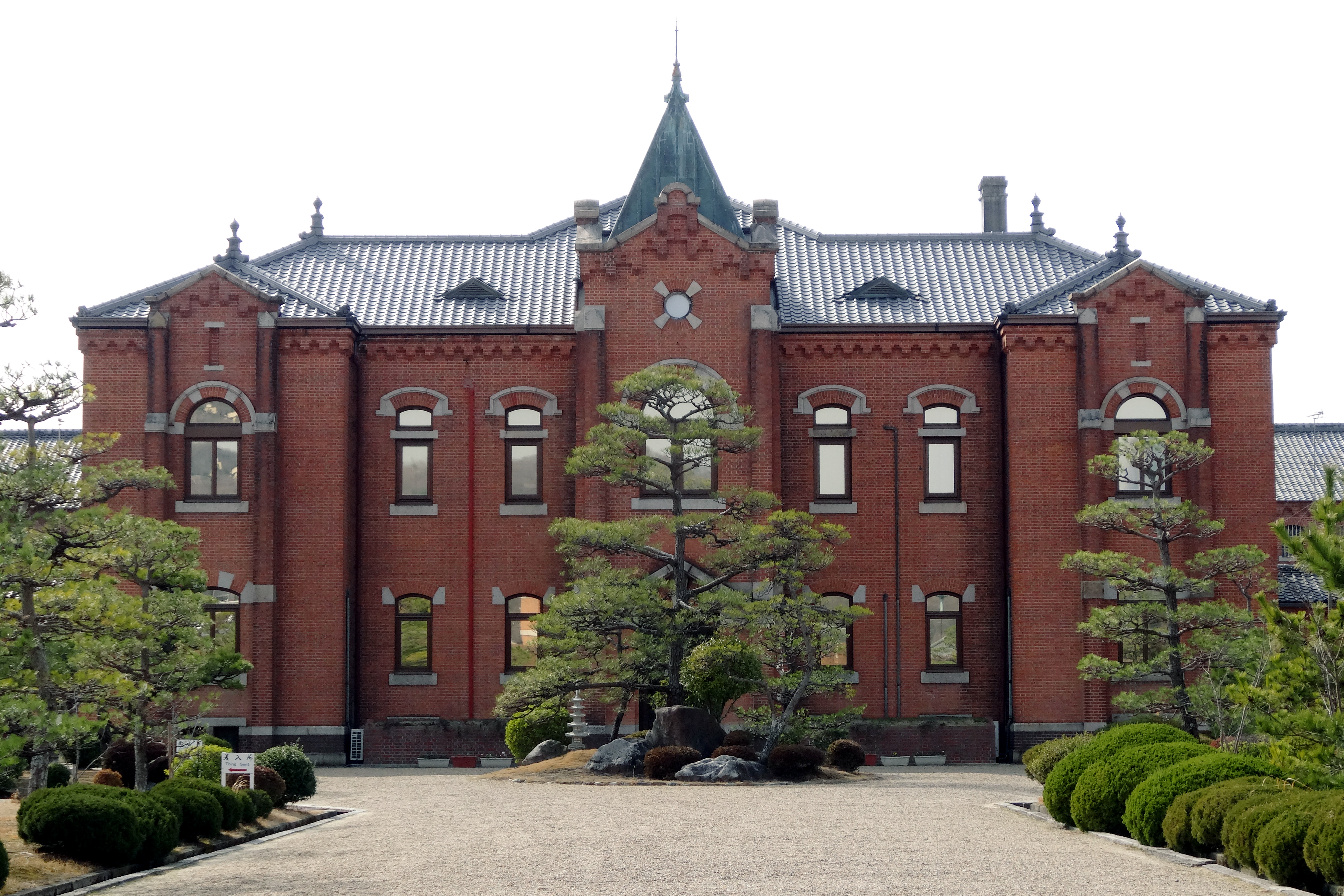
監獄辦公室
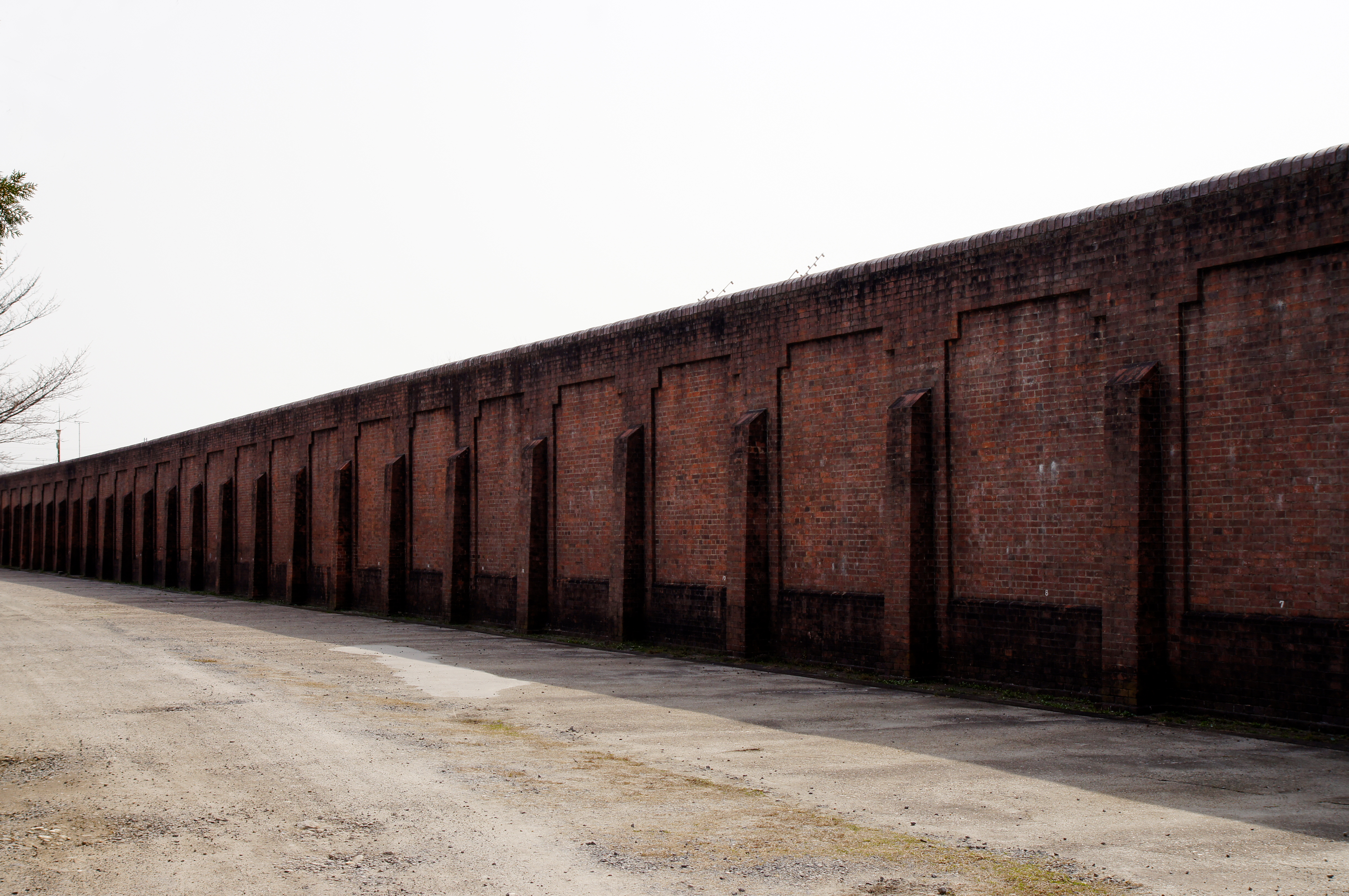
監獄圍牆內側
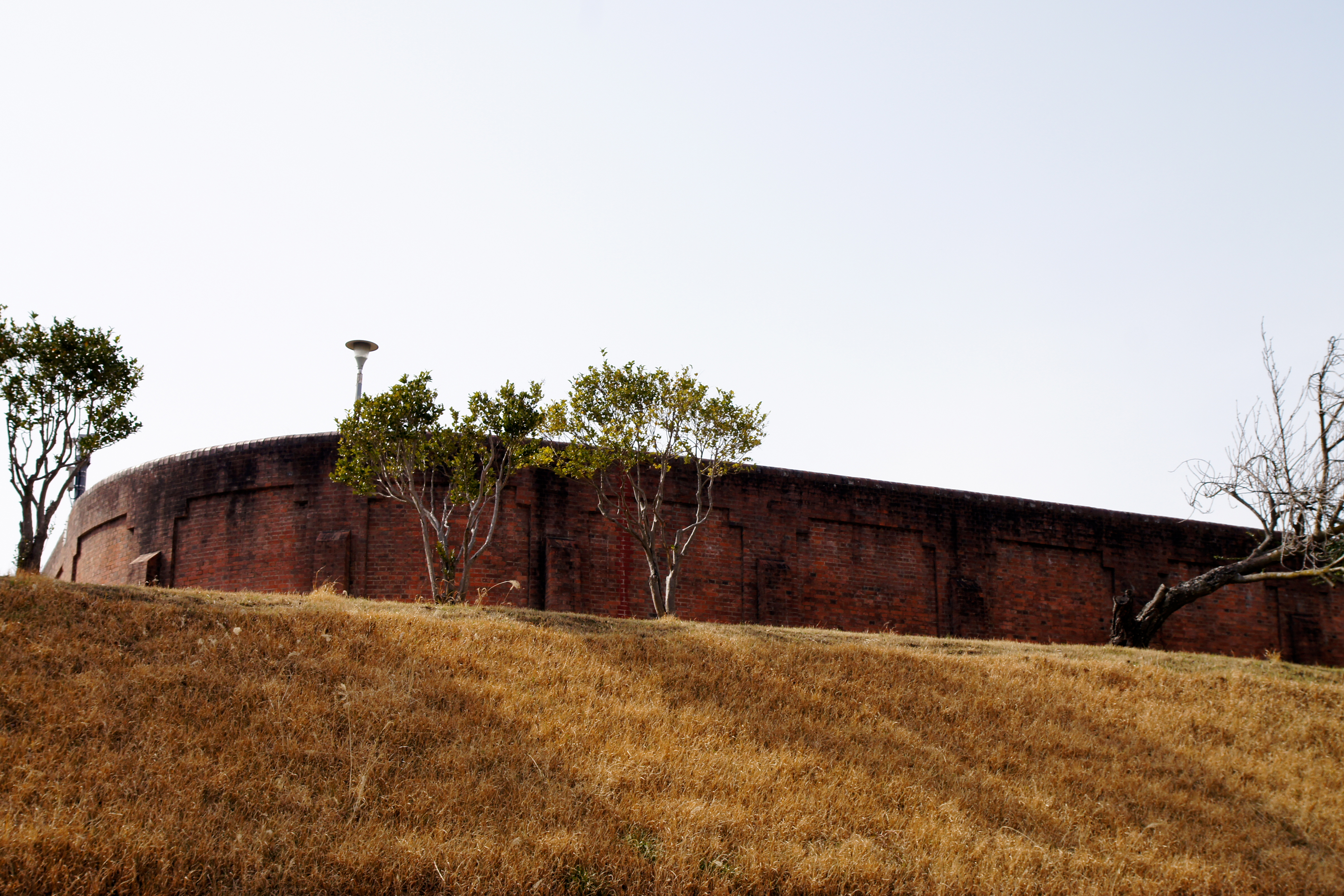
監獄圍牆外側

目前舊奈良監獄被列為指定文化財的區域包括以下17棟建築、兩處圍牆及土地：
- 中央看守所和辦事處
- 第一分房監（第一寮）
- 第二分房監（第二寮）
- 第三分房監（第三寮）
- 夜間寢房（第四寮）
- 雜居監（第五寮）
- 雜居監附屬工廠
- 夜間寢房附屬工廠
- 內部隔間和男性拘留監浴場接見處
- 內部隔間和病監浴場接見處
- 南倉庫
- 北倉庫
- 拘留監獄
- 醫療所
- 病監
- 精神病躁狂監獄
- 大門
- 周圍磚牆2面（北牆、南牆）
- 附屬：內部隔間牆 6 面
（園區南側、園區北側、北倉庫西側、南倉庫西側、南倉庫東側、拘留監北部）
- 附屬：牢舎 2棟
- 附屬：監獄建築圖紙 1本
- 土地面積 76,918.34平方米（般若寺町18號1、川上町475號1）
包括區域內的排水溝緣石、殉職監獄官員紀念碑、墓碑等。

- 監獄大門側面
- 監獄大門側面
- 監獄辦公室
- 監獄圍牆內側
- 監獄圍牆外側

## 歷史

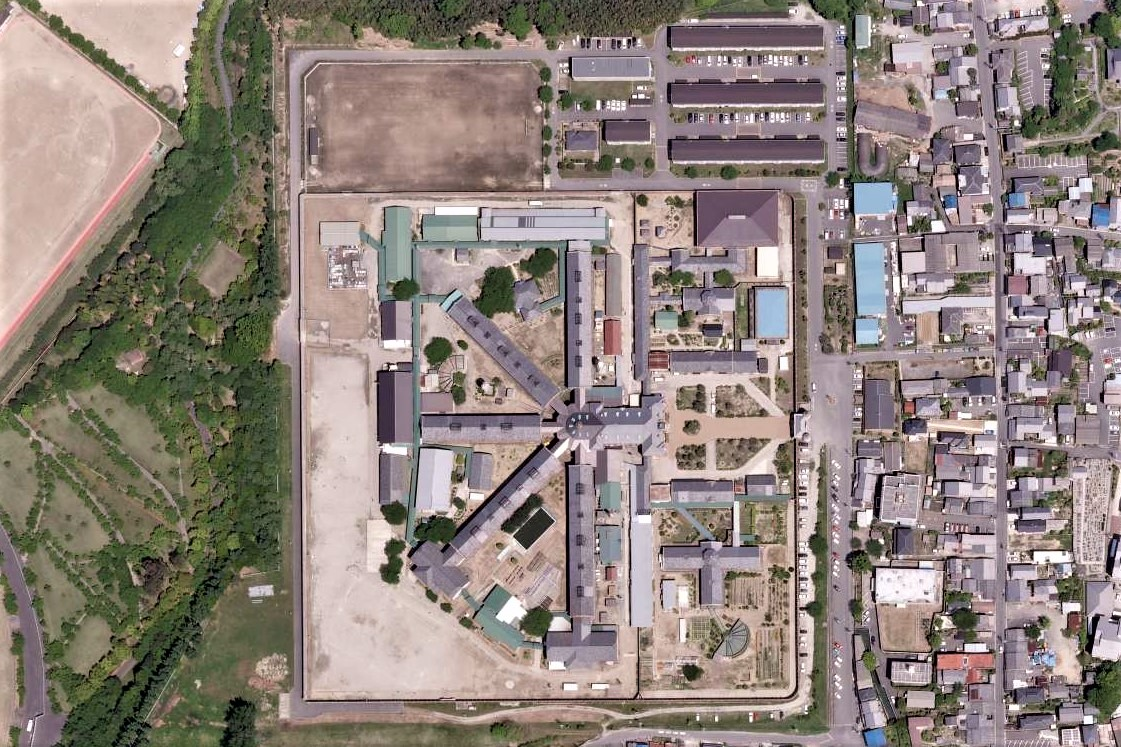
舊奈良監獄最空照圖

奈良監獄最早的歷史可以追溯到1613年奈良奉行所設立的「牢屋敷」；19世紀末明治維新後，隨著新政府的組織調整設立「奈良監獄署」。在1876年及1881年隨著奈良縣先後被整併至堺縣及大阪府後，一度被更名為「奈良監獄分署」，直到1887年恢復設置奈良縣後，才再度更名為「奈良監獄署」。
1901年在日本政府提出的「第一期監獄改建計畫」獲得議會通過後，開始在現址興建「奈良監獄」，並由於司法省任職的山下啓次郎負責建築工程事務；建築於1908年完工，設計的規畫為可收容650人，「奈良監獄」隨之於1909年啟用，1922年配合法令更名為「奈良刑務所」。
1946年二次大戰結束後，由於戰爭結束後的社會混亂致未成年犯罪增加，更名為「奈良少年刑務所」，以預防再犯為主要目的。
2008年隨著「奈良監獄」建築完工一百週年之際，法務省開始重新檢視建築老舊所造成的種種問題，因而2016年決定廢除「奈良少年刑務所」，於2017年生效；奈良縣也因此成為全日本唯一沒有設置監獄的一級行政區劃，原看守所業務則改由京都拘置所於「奈良少年刑務所」原址北側新設立的「奈良拘置支所」負責。
2014年由民間人士發起成立「將近代名建築 奈良少年刑務所視為瑰寶協會」，由舊奈良監獄建築設計者山下啓次郎之孫山下洋輔擔任會長，倡議將奈良少年監刑務所建築列為重要文化財並予以妥善維護。此項倡議獲得日本建筑学会、當地自治會、縣議會的支持。2017年，日本政府因此通過將整個舊奈良監獄的17棟建築物，包含兩處圍牆、土地，列為重要文化財。
在成為重要文化財之後，為重新整修舊奈良監獄，並將其轉型作為一個多功能的綜合設施，主管舊奈良監獄建築的司法省選定了由索拉雷酒店及度假村等8家公司組成的「舊奈良監獄保存活用株式會社」負責後續的建築整修及營運。

### 奈良少年刑務所時期
奈良少年刑務所在組織上由一位所長負責，下設總務部、處遇部、醫務課。
此時期監獄的收容分類級主要包括JA級（未成年初犯）和YA級（未滿26歲初犯），規劃最大收容人數為696人，不過在2008年時曾超過達到752人。由於也是性犯罪者的矯正場所，與此相關的受刑者則沒有年齡限制，但在完成後仍會轉移回原本的監獄服刑。
過去監獄中也有職業訓練的規劃，訓練課包括：板金、焊接、配管、清潔、機械、電氣工程、建築、工藝、家庭看護、印刷、泥工、美髮、資訊處理、農業園藝、大樓清潔。

## 外部連結
- （日語） 旧奈良監獄　THE FORMER NARA PRISON （页面存档备份，存于）